# Switzerland's Next Topmodel (mùa 3)
Mùa thứ ba của Switzerland's Next Topmodel (thường được viết tắt là SNTM). Chương trình được phát sóng trên kênh ProSieben Schweiz từ tháng 9 năm 2021. Giống như mùa trước, chương trình cũng có thí sinh nam tham gia cuộc thi. Host của chương trình này là Topmodel Manuela Frey. Điểm đến quốc tế là Naxos dành cho 18 thí sinh bán kết.
Người chiến thắng trong cuộc thi là Dennis de Vree, 24 tuổi từ Zürich. Anh giành được giải thưởng gồm một hợp đồng người mẫu với Scout Model Agency, lên ảnh bìa tạp chí Annabelle và một chiếc xe Opel Mokka-e.
Nhiều tháng sau khi kết thúc mùa này, nhà sản xuất đã xác nhận rằng chương trình sẽ không bật đèn xanh cho mùa thứ 4 và mùa thứ 3 là mùa cuối cùng được phát sóng trên chương trình này sau 3 mùa.

## Các thí sinh
(Tuổi tính từ ngày dự thi)
| Đội     | Thí sinh | Thí sinh           | Tuổi | Chiều cao               | Quê quán               | Bị loại ở | Hạng         |
| ------- | -------- | ------------------ | ---- | ----------------------- | ---------------------- | --------- | ------------ |
| Larissa |          | Leonardo da Silva  | 25   | 1,78 m (5 ft 10 in)     | Neuenhof               | Tập 1     | 16-15        |
| Papis   |          | Sophia Plüss       | 18   | 1,81 m (5 ft 11+1⁄2 in) | Aargau                 | Tập 1     | 16-15        |
| Papis   |          | Carlos Pinheiro    | 22   | 1,84 m (6 ft 1⁄2 in)    | Horgen                 | Tập 2     | 14           |
| Larissa |          | Raphael Gurschler  | 18   | 1,87 m (6 ft 1+1⁄2 in)  | Triesen, Liechtenstein | Tập 3     | 13           |
| Papis   |          | Aleksandra Popovic | 19   | 1,75 m (5 ft 9 in)      | Zürich                 | Tập 4     | 12 (bỏ cuộc) |
| Larissa |          | André Marques      | 24   | 1,92 m (6 ft 3+1⁄2 in)  | Luzern                 | Tập 4     | 11–10        |
| Larissa |          | Lea von Lombardini | 21   | 1,78 m (5 ft 10 in)     | Zug                    | Tập 4     | 11–10        |
| Larissa |          | Ludwig Heskamp     | 16   | 1,85 m (6 ft 1 in)      | Lingen, Đức            | Tập 5     | 9            |
| Papis   |          | Nadia Mascaro      | 26   | 1,67 m (5 ft 5+1⁄2 in)  | Luzern                 | Tập 6     | 8            |
| Papis   |          | Jeremy Baumann     | 22   | 1,87 m (6 ft 1+1⁄2 in)  | Bern                   | Tập 7     | 7–6          |
| Papis   |          | Stella Kizildag    | 25   | 1,72 m (5 ft 7+1⁄2 in)  | Zürich                 | Tập 7     | 7–6          |
| Papis   |          | Lara Eggert        | 20   | 1,80 m (5 ft 11 in)     | Lengnau                | Tập 8     | 5 (bỏ cuộc)  |
| Larissa |          | Luca Meier         | 22   | 1,84 m (6 ft 1⁄2 in)    | Altdorf                | Tập 8     | 4            |
| Larissa |          | Aldin Zahirović    | 20   | 1,85 m (6 ft 1 in)      | München, Đức           | Tập 9     | 3            |
| Larissa |          | Venance Pfammatter | 26   | 1,67 m (5 ft 5+1⁄2 in)  | Olten                  | Tập 9     | 2            |
| Papis   |          | Dennis de Vree     | 24   | 1,91 m (6 ft 3 in)      | Zürich                 | Tập 9     | 1            |

### Thông tin khác
- Aldin tham gia Germany's Next Topmodel mùa 19 và bị loại ở tập 14.

## Thứ tự gọi tên
| 1  | Jeremy     | Aleksandra | André      | Lara       | Lara       | Venance | Luca    | Aldin   | Aldin   | Dennis  |  |  |  |  |  |  |
| 2  | André      | Luca       | Venance    | Jeremy     | Venance    | Aldin   | Venance | Dennis  | Dennis  | Venance |  |  |  |  |  |  |
| 3  | Stella     | Aldin      | Raphael    | Ludwig     | Nadia      | Luca    | Dennis  | Venance | Venance | Aldin   |  |  |  |  |  |  |
| 4  | Aldin      | Dennis     | Aldin      | Dennis     | Dennis     | Lara    | Lara    | Luca    | Luca    |         |  |  |  |  |  |  |
| 5  | Dennis     | Stella     | Luca       | Venance    | Aldin      | Dennis  | Aldin   | Lara    | Lara    |         |  |  |  |  |  |  |
| 6  | Venance    | Carlos     | Ludwig     | Aldin      | Ludwig     | Stella  | Jeremy  | Stella  |         |         |  |  |  |  |  |  |
| 7  | Luca       | Ludwig     | Lea        | Aleksandra | Luca       | Jeremy  | Stella  | Jeremy  |         |         |  |  |  |  |  |  |
| 8  | Lea        | Jeremy     | Lara       | Luca       | Jeremy     | Nadia   | Nadia   |         |         |         |  |  |  |  |  |  |
| 9  | Carlos     | Nadia      | Stella     | Stella     | Stella     | Ludwig  |         |         |         |         |  |  |  |  |  |  |
| 10 | Leonardo   | Venance    | Aleksandra | Lea        | Lea        |         |         |         |         |         |  |  |  |  |  |  |
| 11 | Nadia      | Lara       | Nadia      | Nadia      | André      |         |         |         |         |         |  |  |  |  |  |  |
| 12 | Ludwig     | Lea        | Dennis     | André      | Aleksandra |         |         |         |         |         |  |  |  |  |  |  |
| 13 | Raphael    | Raphael    | Jeremy     | Raphael    |            |         |         |         |         |         |  |  |  |  |  |  |
| 14 | Sophia     | André      | Carlos     |            |            |         |         |         |         |         |  |  |  |  |  |  |
| 15 | Lara       | Leonardo   |            |            |            |         |         |         |         |         |  |  |  |  |  |  |
| 16 | Aleksandra | Sophia     |            |            |            |         |         |         |         |         |  |  |  |  |  |  |

     Thí sinh được miễn loại
     Thí sinh bị loại
     Thí sinh dừng cuộc thi
     Thí sinh chiến thắng cuộc thi
1. ↑  Thứ tự gọi tên chỉ lần lượt từng người an toàn.
2. ↑  Tập 1 là tập casting. Top 18 thí sinh bán kết được giảm xuống còn 16 thí sinh đã được chọn vào cuộc thi.
3. ↑  Trong tập 2, một người từ mỗi đội sẽ chụp hình chung với nhau và ai thể hiện tốt hơn sẽ giành được điểm cho đội mình. Và với kết quả 4–3, đội Larissa giành chiến thắng và tất cả đều được miễn loại trong buổi loại trừ tập này.
4. ↑  Trong tập 4, Aleksandra phải dừng cuộc thi vì lí do sức khỏe. Ngoài ra, không có buổi chụp hình được diễn ra trong tập này và các thí sinh được đánh giá qua phần thể hiện của họ ở buổi phỏng vấn trực tiếp cho Virgin Radio.
5. ↑  Trong tập 8, Lara dừng cuộc thi vì áp lực của cuộc thi.
6. ↑  Tập 10 là tập ghi lại khoảnh khắc từ đầu cuộc thi.

### Buổi chụp hình
- Tập 1: Phong cách cá nhân trong một lần bấm máy (casting)
- Tập 2: Quyến rũ bên bãi biển theo cặp
- Tập 3: Ảnh thẻ diện mạo mới
- Tập 5: Khỏa thân trong rừng với trăn
- Tập 6: Tạo dáng trên không trung
- Tập 7: Thời trang băng giá
- Tập 8: Ảnh bìa tạp chí Annabelle